# Pierre Poussines
Pierre Poussines (au nom latinisé : Petrus Possinus), né le 28 octobre 1609 à Laurac (France) et décédé le 2 février 1686 à Toulouse (France), est un prêtre jésuite français, latiniste et historien. Il est connu pour ses nombreuses traductions de textes classiques latins, en particulier des Pères de l'Église.

## Biographie
Le jeune Pierre fit ses études à Béziers et entra dans la Compagnie de Jésus dès l'âge de quinze ans (16 juillet 1624). A la fin de sa formation spirituelle et intellectuelle il est ordonné prêtre en 1635 à Toulouse.
Le père Poussines enseigna d'abord dans les collèges de Toulouse et de Montpellier. Il se fit remarquer en publiant des traductions latines de l' Éloge des archanges Michel et Gabriel de Nicétas Choniatès (1637) et des deux discours de Polémon de Laodicée. Il fut alors envoyé à Paris où il devint le disciple de Denis Pétau. Il y publia une édition bilingue (grec-latin) des Opuscules ascétiques de Nil du Sinaï (Paris, 1639).
De retour à Toulouse en 1642, il y enseigna d'abord la classe de rhétorique, publia une Chaîne des Pères grecs sur saint Matthieu (Toulouse, 1646), et fut chargé à partir de 1647 de l'explication de l'Écriture sainte. Partie prenante dans l'entreprise du Corpus Byzantinæ Historiæ (« Byzantine du Louvre »), il s'occupa d'abord de l'édition de l'Alexiade d'Anne Comnène, d'après un manuscrit de la collection Barberini que le chancelier Séguier avait fait venir de Rome (Paris, 1651). Mais un conseiller au Parlement de Toulouse lui offrit après coup un manuscrit meilleur, qui contenait aussi l'ouvrage historique de Nicéphore Bryenne. Il corrigea le texte d'Anne Comnène dans les marges de l'exemplaire possédé par le collège de Toulouse, et prépara l'édition de Nicéphore Bryenne (édition princeps, publiée avec Procope, Paris, 1661, d'autant plus précieuse que le manuscrit est perdu). Il édita aussi le Miroir des princes de Théophylacte d'Ochrid (Paris, 1651). Appelé à Rome par le Supérieur général de la Compagnie de Jésus en 1654, il laissa en France les éléments d'une édition bilingue des Lettres de Nil du Sinaï (Paris, 1657).
À Rome, il fut d'abord chargé de travailler à l'Histoire de la Compagnie de Jésus, interrompue par la mort de Francesco Sacchini, puis fut promu à la chaire d'Écriture sainte du Collège romain. Sa grande connaissance du grec le fit engager comme précepteur du prince Orsini et de Gianfrancesco Albani (plus tard pape Clément XI). Il fut très estimé, entre autres, de la reine Christine de Suède et du cardinal Francesco Barberini. Il resta en fonction à Rome jusqu'en 1682, date à laquelle il retourna à Toulouse. Il consacra ses dernières années à un ouvrage qu'il projetait pour démontrer l'accomplissement des prophéties par le témoignage de l'histoire (Occursus prophetiæ et historiæ in mysteriis vitæ, mortis et resurrectionis Christi).
Pendant son séjour à Rome, il édita d'abord le Banquet des vierges de Méthode d'Olympe (Rome, 1657). Puis il travailla à l'édition (princeps) de l'Histoire de Georges Pachymères (Rome, 2 vol., 1666-69) ; à celle des Lettres de François Xavier, en sept livres (Rome, 1667) ; à celle d'une Chaîne des Pères grecs sur saint Marc (Rome, 1673). Il donna aussi une traduction latine de la version grecque (par Syméon Seth) du Livre de Kalîla et Dimna (les « Fables de Pilpay », qui inspirèrent La Fontaine), sous le titre Specimen sapientiæ Indorum veterum (Rome, 1666).
Parmi ses autres travaux, il a collaboré à l'édition des Actes des conciles en 17 volumes par Philippe Labbe et Gabriel Cossart (Paris, 1671-73) ; il a ajouté plus de deux cents Vies (de saints grecs, languedociens et gascons) à la collection des Bollandistes.
Le père Pierre Poussines meurt à Toulouse le 2 février 1686. À sa mort, on trouva chez lui une Histoire des controverses des jésuites et des dominicains de 1548 à 1613, réfutation du livre d'un dominicain. Ses œuvres personnelles en latin (éloquence et poésie) sont réputées médiocres. Son importante correspondance avec de nombreux contemporains illustres fut brûlée après sa mort, pour empêcher des révélations.